# 카밀라 카베요
카를라 카밀라 카베요 에스트라바오(스페인어: Karla Camila Cabello Estrabao, 1997년 3월 3일 ~ )는 쿠바-멕시코인으로 후에 미국 국적을 취득한 미국의 가수이다. 2012년부터 4년 반 동안 걸 그룹 피프스 하모니의 멤버로 활동하다, 2016년 12월 18일 팀을 탈퇴했다.
카밀라는 피프스 하모니 탈퇴 이전부터 개별 활동을 하면서 솔로 가수로서 가능성을 보여줬다. 숀 멘데스와의 합작싱글 "I Know What You Did Last Summer"를 발매했으며, 래퍼 머신 건 켈리와의 합작싱글 "Bad Things"는 빌보드 핫 100 최종 4위를 기록했다. 2017년 그룹 탈퇴 이후 첫 솔로 데뷔 싱글 "Crying in the Club"을 발매했고, 2018년 솔로 데뷔 앨범 Camila는 발매 이후 빌보드 200 차트 1위를 기록했다. 데뷔 앨범 리드 싱글 "Havana"는 발매 이후 미국과 영국을 포함한 7개국 차트 1위를 하는 등 전 세계적으로 대성공을 하면서 카밀라의 솔로 가수로서의 입지를 다져주었다. 차기 싱글 "Never Be the Same" 역시 미국, 영국 싱글 차트 10위권 안에 들었다.
2021년 영화 《신데렐라》에서 신데렐라 역으로 출연했다.
2022년 3집 “Familia”를 발매했고 빌보드 200 차트에서 10위를 기록했다.

## 생애
1997년 3월 3일 멕시코 멕시코시티 베니토 후아레스에서 태어났다. 아버지는 멕시코인 알레한드로 카베요, 어머니는 쿠바인 시누헤 카베요, 여동생 소피아 카베요가 있다.
미국 마이애미로 이주하기 전까지 아바나와 멕시코에 살았다. 셀리아 크루스와 알레한드로 페르난데스 등 히스패닉 음악가들의 음악을 들으며 성장했다.
미국으로 이주한 이후 미국 시민권을 취득하였으나, 여전히 쿠바와 미국의 이중국적으로 남아있다. 쿠바 국적법은 이중국적을 허용하지 않지만 쿠바는 오랫동안 미국을 국가로 인정하지 않아왔기에 미국으로 귀화한 쿠바인의 경우 귀화한 것으로 인정하지 않기 때문이다. 마이애미의 쿠바인 거주 지역인 리틀 아바나의 주민들 역시 대부분 쿠바와 미국의 이중국적자들이다.

## 경력

### 피프스 하모니
노스캐롤라이나주에서 더 엑스 팩터 오디션을 봤다. 심사위원 4명 모두에게 "Yes"를 받아 합격했다. 하지만 부트 캠프에서 탈락하게 됐고, 이후에 다른 네 명의 탈락자들과 함께 다시 무대로 불러져, 함께 걸 그룹을 결성해 탈락의 위기에서 벗어나게 되었다. 이 걸 그룹이 후에 "피프스 하모니"가 되었다.
2016년 12월 18일 팀을 탈퇴했다.

### 솔로 활동
2015년 11월, 가수 숀 멘데스와 "I Know What You Did Last Summer"라는 듀엣곡을 발매했다. 이 곡은 미국에서 20위, 캐나다에서 18위를 했고 RIAA로부터 플래티넘 등급을 받았다. 2016년 10월, 래퍼 머신 건 켈리와 함께 싱글 "Bad Things"를 발매했다.
2017년 8월 7일 싱글 "Havana"를 발매했다.

## 음반 목록
- Camila (2018)
- Romance (2019)
- Familia (2022)
- C,XOXO (2024)

## 수상
카밀라 카베요는 빌보드 뮤직 어워드, 5개의 MTV 유럽 뮤직 어워드, 2개의 아이하트 라디오 뮤직 어워드, 4개의 MTV 비디오 뮤직 어워드, 3개의 아이하트 라디오 머치 뮤직비디오 어워드, 빌보드 뮤직 어워드, 여자부문 breakthrough 아티스트 상을 받았다.